# Ecologia politica

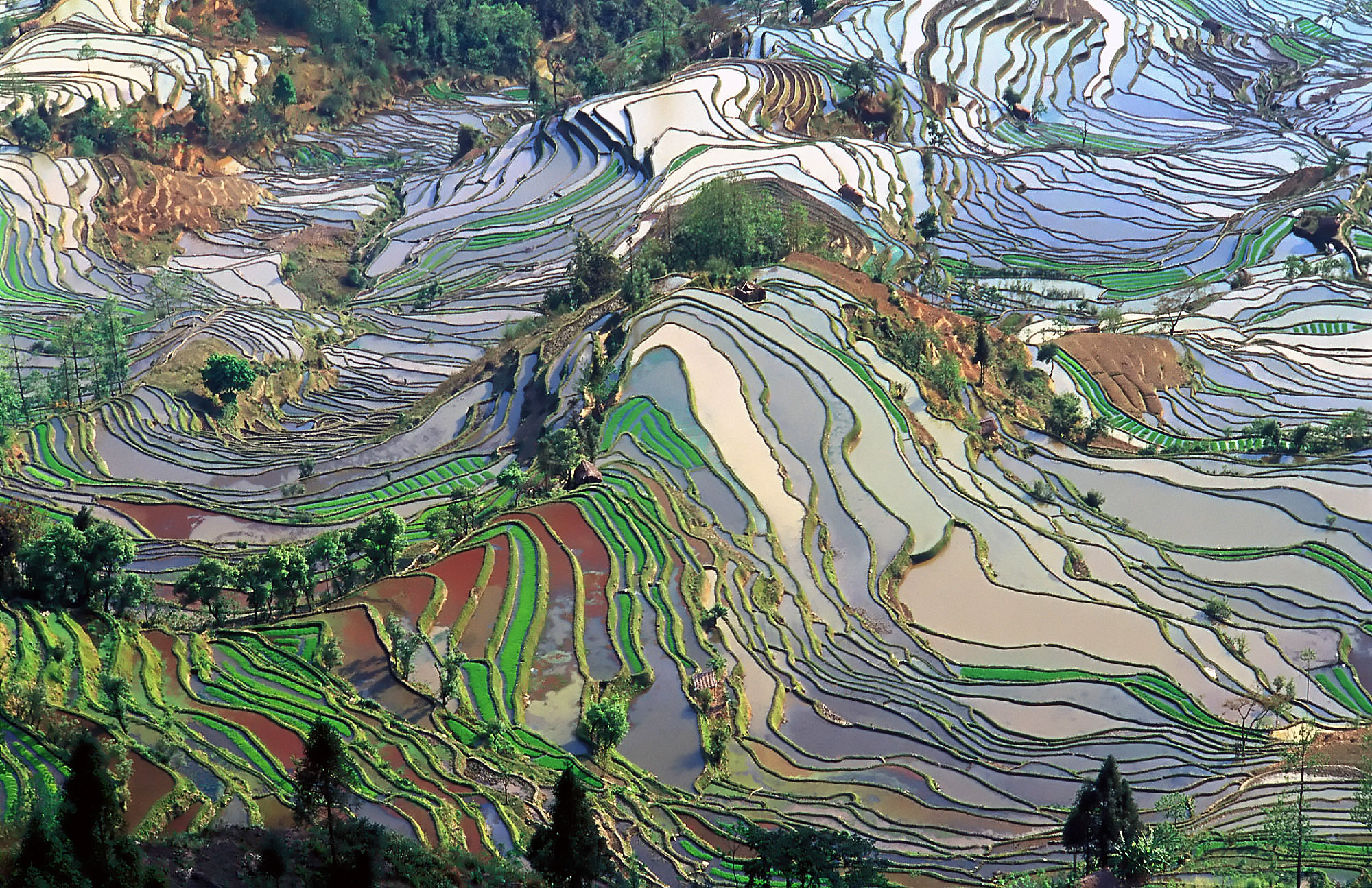
L'ecologia politica studia la complessa interazione tra economia, politica, tecnologia, tradizione sociale e ambiente naturale. Queste risaie a terrazze nello Yunnan, in Cina, testimoniano come l'ambiente influenza ed è influenzato dall'economia e dalla società.

L'ecologia politica è lo studio delle relazioni tra fattori politici, economici e sociali, da un lato e questioni e cambiamenti ambientali, dall'altro. L'ecologia politica si differenzia dagli studi ecologici apolitici per la politicizzazione delle questioni e dei fenomeni ambientali.
La disciplina accademica offre studi di ampio respiro che integrano le scienze sociali ecologiche con l'economia politica in temi quali il degrado e l'emarginazione, i conflitti ambientali, la conservazione e il controllo, le identità ambientali e i movimenti sociali.

## Origini del termine
Il termine "ecologia politica" è stato coniato per la prima volta da Frank Thone in un articolo pubblicato nel 1935. Da allora è stato ampiamente utilizzato nel contesto della geografia e dell'ecologia umana, ma senza una definizione sistematica. L'antropologo Eric R. Wolf riprese tale termine nel 1972 in un articolo dal titolo "Proprietà ed ecologia politica", in cui discute di come le regole locali di proprietà e di eredità sono bilanciate tra le pressioni della società e le esigenze dell'ecosistema locale.
Lo sviluppo di questo campo di studi negli anni '70 e '80 sono il risultato dell'evoluzione della geografia dello sviluppo e dell'ecologia culturale (che hanno interessato soprattutto i paesi in via di sviluppo) e in particolare del lavoro di Piers Blaikie sulle origini sociopolitiche dell'erosione del suolo.

## Principi
L'ampia portata e la natura interdisciplinare dell'ecologia politica si prestano a molteplici interpretazioni. Tuttavia, le ipotesi comuni in tutto il settore danno rilevanza alla all'utilizzo di un termine specifico. Raymond L. Bryant e Sinéad Bailey hanno sviluppato tre presupposti fondamentali nella pratica dell'ecologia politica:
- in primo luogo, i cambiamenti ambientali non influiscono sulla società in modo omogeneo. Infatti, le differenze politiche, sociali ed economiche determinano una distribuzione disomogenea dei costi e dei benefici;
- in secondo luogo, "qualsiasi modifica delle condizioni ambientali deve incidere sullo status quo politico ed economico"[8];
- in terzo luogo, la distribuzione iniqua dei costi e dei benefici e il rafforzamento o la riduzione delle disuguaglianze preesistenti hanno implicazioni politiche in termini di alterazione dei rapporti di potere che ne derivano.

## Relazioni con altre discipline

### Ecologia culturale
Le teorie di Julian Steward e Roy Rappaport sull'ecologia culturale sono talvolta accreditate di aver spostato l'antropologia verso il funzionalismo negli anni Cinquanta e Sessanta e per aver incorporato l'ecologia e l'ambiente nello studio etnografico. L'ecologia politica ha tratto molto da quella culturale, che costituisce una forma di analisi che ha mostrato come la cultura dipenda e sia influenzata dalle condizioni materiali della società. Tuttavia, l'ecologia politica si differenzia dall'ecologia culturale poiché, mentre quest'ultima enfatizza l'adattamento e l'omeostasi, l'ecologia politica enfatizza il ruolo dell'economia politica come forza di disadattamento e instabilità.

### Economia politica
Nata nel XVIII e XIX secolo con filosofi come Adam Smith, Thomas Malthus e Karl Marx, l'economia politica ha cercato di spiegare le relazioni tra produzione economica e processi politici. Tuttavia, secondo alcuni autori, essa tendeva a spiegazioni eccessivamente strutturaliste, concentrandosi sul ruolo delle singole relazioni economiche nel mantenimento dell'ordine sociale e sottovalutando gli effetti ambientali sui processi politici ed economici.
Gli ecologisti politici spesso utilizzano i quadri dell'economia politica per analizzare le questioni ambientali. I primi e salienti esempi di ciò sono stati The Political Economy of Soil Erosion in Developing Countries di Piers Blaikie del 1985, che ricondusse il degrado del suolo in Africa alle politiche coloniali di appropriazione della terra, piuttosto che all'eccessivo sfruttamento da parte dei contadini africani, e Silent Violence: Food, Famine and Peasantry in Northern Nigeria di Michael Watts del 1983, che ricondusse la carestia nel nord della Nigeria durante gli anni '70 agli effetti del colonialismo, piuttosto che ad un'inevitabile conseguenza della siccità.

### Antropologia e geografia
Il lavoro di geografi e antropologi ha formato la base dell'ecologia politica. L'ecologia politica si concentra sulle questioni di potere, riconoscendo l'importanza di spiegare gli impatti ambientali sui processi culturali senza separare i contesti politici da quelli economici. Tuttavia, l'applicazione dell'ecologia politica al lavoro degli antropologi e dei geografi differisce e l'enfasi sui tratti politico-economici ed ecologici può essere diseguale. Ad esempio, alcuni geografi come Michael Watts, si concentrano su come l'affermazione del potere influenzi l'accesso alle risorse ambientali e il danno ambientale è riconosciuto sia come causa che come effetto di "emarginazione sociale".

## Critiche
L'ecologia politica, dalla sua nascita negli anni Settanta, ha mutato e reso più complesso il suo campo d'azione e i suoi obiettivi. Peter A. Walker ha ripercorso l'importanza delle scienze ecologiche nell'ecologia politica e ha individuato un cambiamento sostanziale. Infatti, ha individuato una transizione, da molti criticata, da un approccio "strutturalista" attraverso gli anni '70 e '80, in cui l'ecologia aveva una posizione chiave, ad un approccio "poststrutturalista" con un'enfasi sugli aspetti che riguardano la "politica".
Andrew Vayda e Bradley Walters (1999) criticano gli ecologisti politici per aver presunto "l'importanza di certi tipi di fattori politici nella spiegazione dei cambiamenti ambientali". La risposta di Vayda e Walter ad approcci eccessivamente politici nell'ecologia politica è quella di incoraggiare quella che chiamano "ecologia degli eventi", concentrandosi sulle risposte umane agli eventi ambientali senza presupporre l'impatto dei processi politici su tali eventi.
L'ecologia politica ha punti di forza e di debolezza. Al suo centro, contestualizza le spiegazioni politiche ed ecologiche del comportamento umano. Tuttavia, come sottolinea Walker, non è riuscita a offrire "convincenti contro-narrazioni" a quelle "largamente influenti e popolari, ma profondamente imperfette" come quelle di Robert Kaplan in The coming anarchy (1994) e Jared Diamond in Collapse (2005). In definitiva, l'applicazione dell'ecologia politica alle decisioni politiche - soprattutto negli Stati Uniti e nell'Europa occidentale - rimarrà problematica finché vi sarà una resistenza alla teoria marxista e neomarxista.